# The Expendables – A feláldozhatók
The Expendables – A feláldozhatók (eredeti cím: The Expendables) 2010-ben bemutatott amerikai akciófilm, melynek forgatókönyvírója és rendezője Sylvester Stallone. A film a korábbi évtizedek legnagyobb akciósztárjait vonultatja fel, Stallone mellett többek között Dolph Lundgren, Jet Li, Jason Statham, Mickey Rourke játszik főszerepet, míg Bruce Willis és Arnold Schwarzenegger kisebb epizódszerepben jelennek meg. Negatív szereplőként Eric Roberts és testőrei: Stone Cold Steve Austin, valamit Gary Daniels bukkannak fel. Általánosságban vegyes véleményeket kapott a kritikusoktól, dicsérték az akciójeleneteket, azonban kritizálták a történet hiányosságait. Kereskedelmi szempontból azonban sikeres volt: az Egyesült Államokban, az Egyesült Királyságban, Kínában és Indiában az első helyen nyitott, és világszerte összesen 274 millió dolláros bevételt hozott.
Az Amerikai Egyesült Államokban 2010. október 13-án mutatták be, míg Magyarországon egy nappal később, október 14-én jelent meg a Palace Pictures forgalmazásában. A filmnek további három folytatása is készült; The Expendables – A feláldozhatók 2. (2012), The Expendables – A feláldozhatók 3. (2014) és a The Expendables – A feláldozhatók 4. (2023)

## Cselekmény
A feláldozhatók egy elit zsoldoscsapat New Orleansban. A csapat összetétele: vezetőjük Barney Ross (Sylvester Stallone), Lee Christmas (Jason Statham) a pengék specialistája, a harcművész Yin Yang (Jet Li), a nagytermetű Gunner Jensen (Dolph Lundgren), Hale Caesar (Terry Crews), a nehézfegyverek kedvelője, és a robbantások szakértője, Dézsma (Randy Couture). A cselekmény az Ádeni-öbölben kezdődik, a csapat a túszokat akar kiszabadítani szomáliai kalózok kezei közül. Jensen tűzharcot kezdeményez, melyben a kalózok vesztenek. Ezután megpróbál felakasztani egyet közülük, de Yang megállítja őt, ebből nézeteltérés keletkezik, Ross-nak kell beavatkoznia. A csapat elhagyja a helyszínt, de visszafelé a repülőn Jensent egy darabig megkötözve tartják, amíg lehiggad. Visszatérve Ross vonakodva, de kirúgja őt a csapatból. Lee, amint visszatért a városba, barátnőjéhez megy, de Lacy (Charisma Carpenter) időközben elhagyta őt egy másik férfi miatt. Lacy felrója neki, hogy csak ritkán volt vele, és hogy még azt sem tudja róla, hogy tulajdonképpen miből él. Lee elkeseredetten elmotorozik. Barneynak az a véleménye a dologról, hogy a lány nem illett Lee-hez.
Egy új, igen veszélyes megbízás van a láthatáron. Ross és a magát Mr. Church-nek (Bruce Willis) nevező megbízó találkoznak, de megjelenik Ross néhai riválisa, Trench Mauser (Arnold Schwarzenegger) is. Trench átadja a lehetőséget Ross-nak, ami egy Garza nevű tábornok megölése lesz a Mexikói-öbölben fekvő Vilena szigetén. Ross könnyen rájön, hogy senki nem vállalta a megbízást, így kerültek ők a képbe. Ross ötmillió dolláros ajánlatot tesz, és kiköti, hogy előbb a dolog kockázatát felmérendő felderítik a terepet. Mr. Templom elárulja, hogy van egy helyi kapcsolata. Gunner találkozik Ross-szal a Mr. Templommal való megbeszélésből való visszatértekor és megtudja, hogy Vilena a kérdéses megbízás helyszíne. Kéri Ross-t, hogy ne rakja ki a csapatból. Ross elmondja neki, hogy már nem tud bízni benne, mire Gunner csalódottan otthagyja. A csapat többi tagjával megtárgyalják a megbízás esélyeit.
Ahogy tervezték, Ross és Lee a hidroplánjukkal elrepülnek Vilenára. Megérkezve ornitológusoknak adják ki magukat, de a hatóságok figyelmét így is felkeltik. A szigeten járva megfigyelik a katonák tevékenységét, miközben a találka helyszínére igyekeznek. Itt meg is találják helyi kapcsolatukat, Sandrát (Giselle Itié). Kiderül, hogy az ex-CIA tiszt, James Munroe (Eric Roberts) tartja Garza tábornokot hatalmon több ezer dollárral meggazdagítva, emellett az is kiderül, hogy Sandra a tábornok lánya. Ross és Lee a helyi erőkkel kézitusába és tűzpárbajba keverednek, és Ross el akarja vinni a szigetről a lányt, de ő nem hajlandó velük menni. A hidroplánjukkal éppen sikerül meglépniük, ám Ross döntésére visszafordulnak, hogy géppuskatüzet zúdítsanak a kikötő mólóján maradt fegyveresekre, illetve a repülőből a mólóra üzemanyagot permeteznek és azt begyújtva óriási robbanást idéznek elő. Munroe és testőre, Paine a vízbe vetve magukat menekülnek meg.
Munroe Garza szemére hányja, hogy 41 katonát vesztettek Garza lánya miatt. Ezt követően Jensen találkozik Munroe-val, és felajánlja, hogy segít megtalálni Ross-t és csapatát. Közben Ross-ék rájönnek, hogy Mr. Church CIA-ügynök, és a valódi célpontjuk nem is Garza, hanem Munroe, aki saját kezébe vette a kokainüzletet. Ez alapján eldöntik, hogy nem vállalják a megbízást.
Közben Lee Lacyt meglátogatva arra lesz figyelmes, hogy a lányt testileg bántalmazta az új barátja. Feldühödve elmegy a kosárpályára, és leveri a bántalmazó férfit cimboráival együtt, ezután felfedi Lacynak, hogy ebből él. Ross elmegy Toolhoz és elbeszélgetnek arról, hogy régen célokért harcoltak, de mára már kiüresedtek. Tool visszaemlékszik az időre, amikor Boszniában Ross-szal együtt voltak egy nem túl nagy túlélési esélyű akcióban, és akkor látott egy bosnyák nőt, aki bele akart ugrani hídról a folyóba. A sok kioltott élet után megmenthetett volna valakit, de nem tette. Azóta nem találja a helyét, elvesztette a lelkét. Ross-ra nagy hatással van Tool vallomása.
Munroe emberei elfogják a lányt. Garza egyre dühösebb Munroe-ra, főleg mert Sandrát Munroe az embereivel kínvallattatta, hogy kiadjon információkat Ross-ék megbízójáról. Közben Ross a Sandrától kapott, általa festett képet nézegetve eldönti, hogy visszamegy Vilenára, de elutasítja, hogy a csapat tagjai elkísérjék. Yin Yang mégis beszáll a kocsijába, amit Jensen és emberei megtámadnak. Egy hosszabb autós jelenetet követően az alacsonytermetű Yin Yang és a benga Gunner megküzdenek, amiben Gunner áll nyerésre, amikor az autóból kimászott Ross egy kézifegyverből a szíve fölött keresztüllövi, megmentve ezzel Yin Yang életét. Ross kéri a haldokló Gunnert, hogy árulja el, ki bérelte fel, illetve, hogy él-e még Sandra. Gunner valamit súg Ross fülébe.
Amikor visszamennek a hidroplánhoz, a csapat többi tagja már indulásra készen várja őket. Ross közli velük, hogy kész a terve, húsz percük lesz arra, hogy a palotát romba döntsék. Vilenára érve Ross különválik a robbanószereket az épületben elhelyező csapattól, hogy Sandrát a cellából kiszabadítsa. Ez sikerül is neki, de Munroe emberei mindkettőjüket elkapják. Sandrát az apja elé viszik. Ross-ból megpróbálják kiszedni, ki a megbízója. Elég rosszul áll a szénája, amikor – a megbeszéltek ellenére – a csapat tagjai visszamennek őt kiszabadítani. A kialakuló látványos harcban Ross és emberei kerekednek felül, de Ross az óriási termetű Paine-nel küzdve ismét szorult helyzetbe kerül. Ahogy azonban a Paine meghallja Hale géppuskájának hangját,  és látja, hogy a nagy tűzerejű fegyverrel a pincefolyosón halomra lövi a katonákat, jobbnak látja lelépni.
Garza ki akarja fizetni Munroe-t azzal, hogy menjen el Vilenáról, de Munroe csak sapkás bábnak titulálja Garzát, aki kis híján kardélre hányja, csak Sandra közbelépése állítja le az apját. Garza megvallja, hogy olyan szeretett volna lenni, mint a lánya. Ross-ék beszorulnak az épületbe, amit felrobbanthatnának, de tudják, hogy Sandra benn van még. Garza az épület erkélyéről beszédet mond a katonáknak az amerikaiak ellen, de beszéd közben – miután Sandrát ismét elkapják Paine-nel – Munroe lelövi a tábornokot és testőreit. Ross a rájuk zúduló golyózápor ellenére nem indítja a robbanótölteteket, csak akkor, amikor látja, hogy Munroe és Paine Sandrával és a pénzzel meglépnek az épületből. 
A palota fokozatosan romba dől, a csapat tagjai erre még kézigránátokkal rásegítenek. Hale ismét használja géppuskáját az erődített géppuskás őrtornyok ellen. Munroe-ék a már indulásra kész helikopter felé igyekeznek. Yin Yang megpróbálja elvágni az útjukat, de Paine megoldja a problémát. Emiatt viszont hátramarad és kézitusába keveredik Dézsmával. Nehéz ökölharcban sikerül a lángok közé löknie Paine-t. A lángoló Paine kimenekülne a tűzből, de Dézsma egy jobbegyenessel visszaküldi a lángok közé. A helikoptert sikerül Hale-nek és Ross-nak felrobbantania. Munroe számára világos, hogy már csak Sandra maradt a kezében ütőkártyaként. Ross célbaveszi Munroe-t, de ő azzal fenyeget, hogy fejbelövi Sandrát. Ross eldobja a fegyverét, Munroe rálő, de csak kisebb sérülést ér el vele. Közben ordítva közli Ross-szal, hogy ő a dupláját fizette volna, ha Ross-ék nem avatkoznak a dolgaiba. Noha az egész kokainüzletet Munroe teremtette meg és futtatta fel a CIA keretében, a cég azért bérelte fel a csapatot, mert időközben ő már belátott a kártyáikba. Szerinte ő és Ross egyformán zsoldosok, nem volt értelme visszajönni a szigetre. Ross közli vele, hogy a lányért jött, miközben egymásra lőnek, de hátulról Lee óriási kése is átdöfi Munroe-t, így a lány megmenekül.
Búcsúzáskor Ross a kapott pénzt felajánlja Sandra céljaira, aki természetesen a szigeten marad. Felszállás közben Lee jelentőségteljesen néz Barneyra, aki kérdőre vonja. Ekkor Lee viszonozza Barney korábbi megjegyzését, miszerint ez a lány (azaz Sandra) nem illett hozzá. Mindketten elnevetik magukat.
New Orleans-ba visszatérve Toolnál ünnepelnek. Kiderül, hogy Gunner nem halt meg, sőt most már gyógyulóban van. Yin Yang közli vele, hogy megbocsát, de egyébként győzött volna, Gunner pedig ráhagyja. Tool és Lee késdobálásban versenyeznek, amit először Tool nyer meg. Ezt kompenzálandó Lee gúnyverset költ Tool-ról, fokozatosan kihátrálva a teremből. Az épületen kívül a szembenlévő falnál fordulásból a késével a céltábla közepébe talál.

## Szereplők

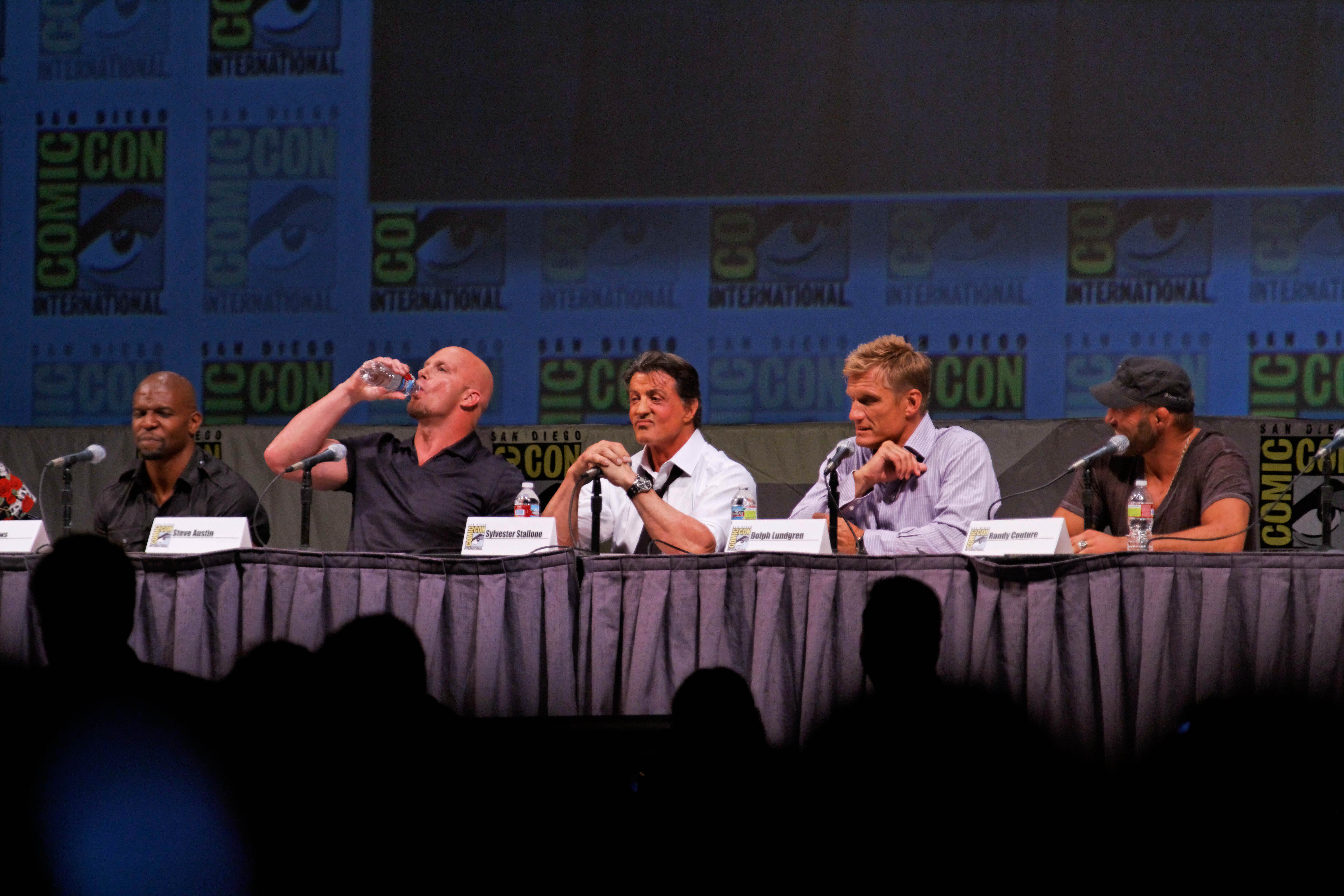
Crews, Austin, Stallone, Lundgren és Couture a 2010-es San Diego-i Comic-Con International-on.

| Színész                 | Szerep                | Magyar hang      |
| ----------------------- | --------------------- | ---------------- |
| Sylvester Stallone      | Barney Ross           | Gáti Oszkár      |
| Jason Statham           | Lee Christmas         | Epres Attila     |
| Jet Li                  | Yin Yang              | Görög László     |
| Dolph Lundgren          | Gunner Jensen         | Jakab Csaba      |
| Randy Couture           | Dézsma (Toll Road)    | Berzsenyi Zoltán |
| Terry Crews             | Hale Ceasar           | Galambos Péter   |
| Mickey Rourke           | Tool                  | Schneider Zoltán |
| Stone Cold Steve Austin | Paine                 | Király Attila    |
| Eric Roberts            | James Monroe          | Kőszegi Ákos     |
| David Zayas             | Garza tábornok        | Rosta Sándor     |
| Gary Daniels            | A brit                | Szatmári Attila  |
| Charisma Carpenter      | Lacy                  | Sallai Nóra      |
| Giselle Itié            | Sandra                | Tenki Réka       |
| Bruce Willis            | Mr. Church (cameo)    | Dörner György    |
| Arnold Schwarzenegger   | Trench Mauser (cameo) | Reviczky Gábor   |

## Fogadtatás
A film nem nyerte el a kritikusok tetszését, a Rotten Tomatoes 41%-osra ítélte, a Metacritic 100-ból 45 pontot ítélt a filmnek, bevétel szempontjából azonban jó eredményeket ért el. Stallone a film bemutatása után már a film folytatását tervezte. A második rész címe A feláldozhatók 2. és a harmadiké,  A feláldozhatók 3.